# Karlsbad

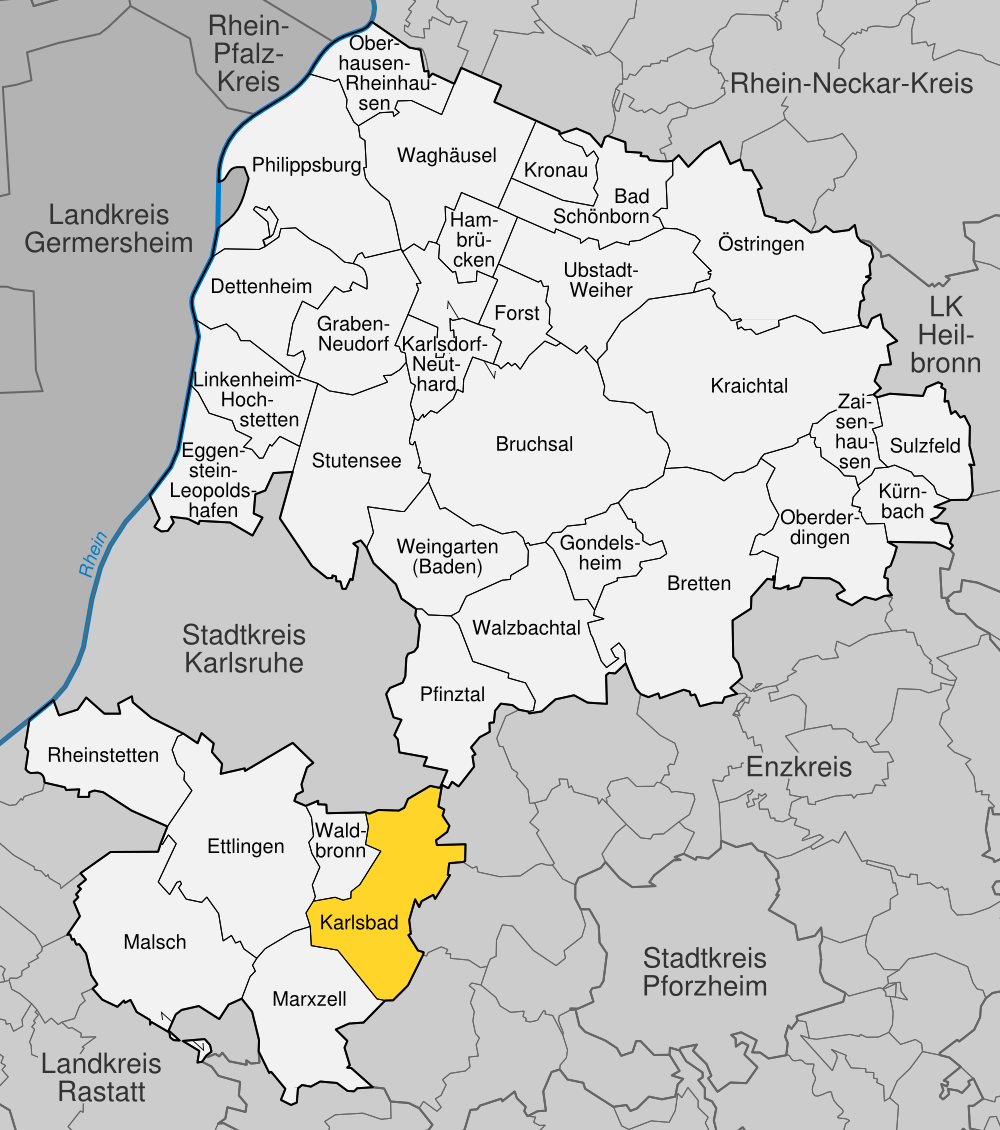
Ubicación de Karlsbad en la Comarca de Karlsruhe

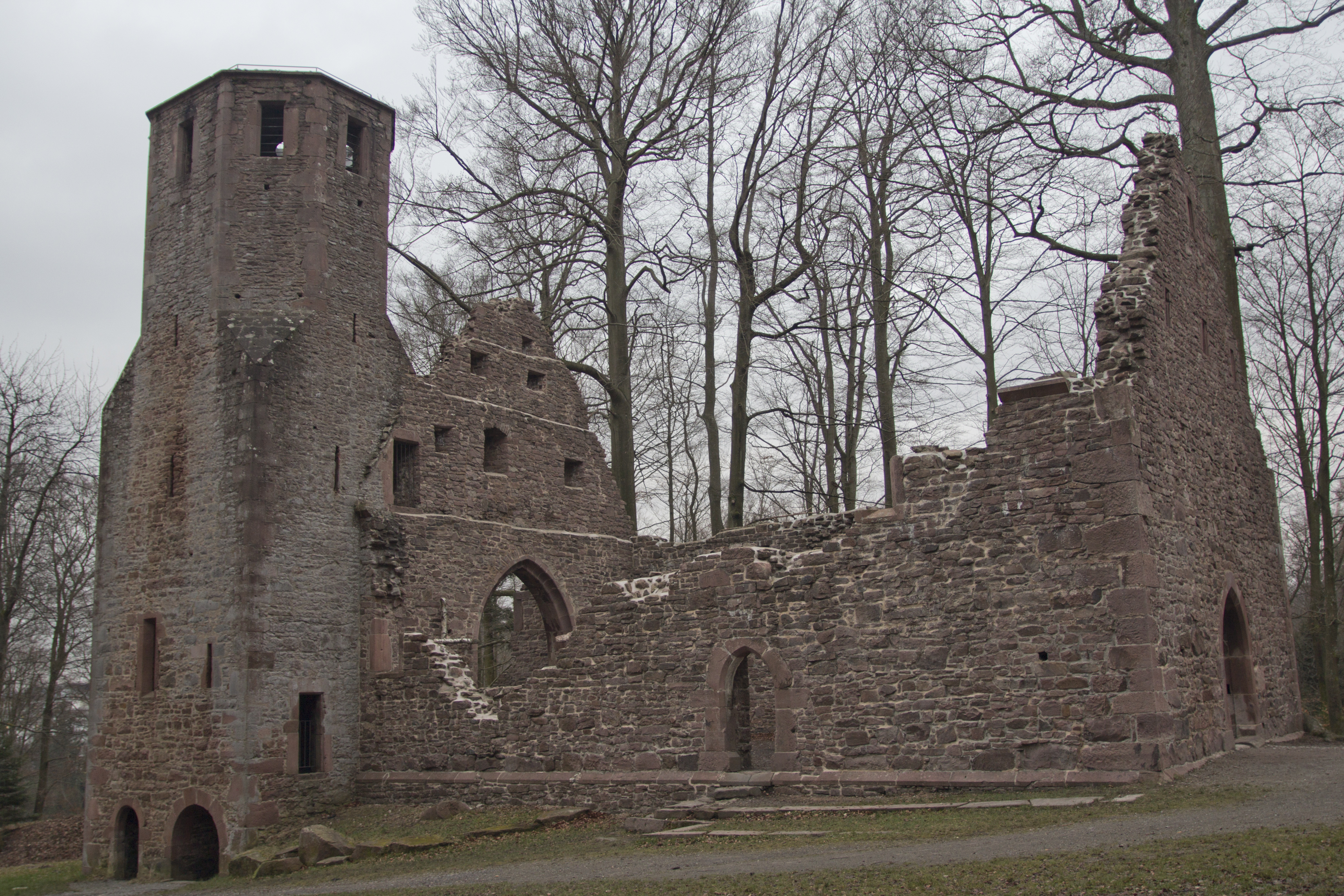
Ruinas de la Capilla Santa Bárbara

Karlsbad (pronunciación alemana: ˈkaʁlsˌbaːtⓘ) es un municipio en el Distrito de Karlsruhe en Baden-Wurtemberg, Alemania. Está situado en el norte de la Selva Negra, 13 km al sureste de Karlsruhe y 15 km al occidente de Pforzheim.

## Historia de Karlsbad
Karlsbad consiste de un conjunto de 5 pueblos (pedanías), que formaban 5 municipios autónomos hasta el primero de septiembre de 1971. En el contexto de la reforma comunal estos 5 municipios fueron unidos y forman el municipio de Karlsbad (Baden) desde el 1° de septiembre de 1971.

### Pedanías
|  | Auerbach Si bien excavaciones arqueológicas demuestran que el área del actual Auerbach ya había sido poblado para el año 90 d. C. y a pesar de que se encontraron restos arqueológicos procedentes del siglo ocho antes de Cristo, las primeras menciones documentadas que se han conservado datan de noviembre del año 1278. Perteneciondo entonces a Remchingen, luego al monasterio de Herrenalb y más tarde al duque de Wurtemberg, el margrave Ernesto Federico de Baden-Durlach lo obtuvo en 1603 gracias a un intercambio. Desde dicha fecha Auerbach forma parte de Baden. |
|  | Mutschelbach La historia de Mutschelbach está documentada desde el año 1278. En 1936 los tres pueblos valdenses Alto-, Central- y Bajo-Mutschelbach fueron unidos para formar el municipio de Mutschelbach, que desde la reforma comunal del año 1971 forma parte de Karlsbad. |
|  | Langensteinbach La historia de Langensteinbach está documentada desde 1197. En el siglo XVIII Langensteinbach llegó a ser famoso por el balneario que Margrave Carlos Guillermo de Baden fundó en 1719 cerca de la Capilla Santa Bárbara. |
|  | Spielberg Las primeras menciones documentadas de Spielberg datan del año 1281. Hasta 1603 Spielberg perteneció a Wurtemberg y llegó a ser badense gracias a un intercambio en el año 1603. |
|  | Ittersbach La primera mención documentada de Ittersbach surge en el año 1232 bajo el nombre Utilspur. A lo largo de los siglos este nombre se convirtió de Utilspur a Ittersbach. Durante su historia Ittersbach formó parte de Wurtemberg, de Baden, de Herrenalb, de Frauenalb y de otros. Recién después de la Guerra de los Treinta Años llegó a formar parte de Baden de una vez por todas hasta hoy en día. |

## Política

### Escudo del municipio de Karlsbad
|  | Significado del escudo: El cuenco en el centro del blasón simboliza el balneario principesco, que Margrave Carlos Guillermo de Baden fundó en 1719 cerca de la Capilla Santa Bárbara en Langensteinbach. Los cinco palos azúles y argénteos (blancos) representan las cinco pedanías: Auerbach, Mutschelbach, Langensteinbach, Spielberg y Ittersbach. Colores del blasón: azul y argénteo (blanco) |

### Ciudades hermanadas
- Schernberg, Kyffhäuserkreis en Turingia,  Alemania
- Heldrungen, Kyffhäuserkreis en Turingia,  Alemania y
- Hüttau en el Estado de Salzburgo ( Austria).

## Karlsbad en el mundo
Para ver otros "Karlsbad" en el mundo, véase aquí:
- Karlsbad (Karlovy Vary),  República Checa
- Carlsbad (California),  Estados Unidos de América
- Carlsbad (Nuevo México),  Estados Unidos de América
- Carlsbad (Texas),  Estados Unidos de América